# おらぁグズラだど
『おらぁグズラだど』は、1967年10月7日から1968年9月25日までフジテレビ系列局で放送されていた笹川ひろし原作・タツノコプロ制作のテレビアニメである。森永製菓の一社提供。モノクロ作品。全104話（全52回、1回につき2話放送）。

## 概要
『宇宙エース』・『マッハGoGoGo』に続くタツノコプロ制作アニメの3作目で、タツノコギャグ路線の鏑矢となった作品である。原作は笹川ひろしが『週刊少年サンデー』1966年3月13日号に発表した『オンボロ怪獣クズラ』で、アニメの放送期間中には板井れんたろうによるコミカライズ作品が同じく『週刊少年サンデー』で連載されていた。なお単行本は、まず曙出版から全3巻（年代不明）、その後1976年に汐文社から全2巻が発売されたが、いずれも絶版、2008年8月からは「マンガショップ」より発売されている（全2巻）。
旧作の平均視聴率は18.5%（タツノコプロが所有する資料による）。
本作は後にリメイクされており、旧作の放送から20年後の1987年10月12日から1988年9月20日までテレビ東京系列局（TXN）で放送されていた。全44話。こちらはカラー映像で、複数社提供で放送されていた。
リメイクするにあたってやり直したのは作画以降の工程のみで、音声についてはタツノコプロに残されていた旧作の音声を流用するという独特の手法が採られていた。また、八奈見乗児がゲスト声優を務めた回では担当キャラクターを『タイムパトロール隊オタスケマン』のセコビッチに書き換えるなど、作画上でのお遊びも行われていた。

## キャスト
- グズラ - 大平透（オリジナル、世紀末伝説ワンダフルタツノコランド -円盤星人UBO-）→江原正士（パンドラとアクビ）
- 凡太 - 東美江（オリジナル）→不明（パンドラとアクビ）
- スズ子 - 松尾佳子（オリジナル）→不明（パンドラとアクビ）
- パパ - 富山敬
- ママ - 麻生みつ子
- チャララ - 堀絢子
- 次回予告ナレーション（カラーリメイク版のみ） - 二又一成

## スタッフ

### モノクロ版・リメイク版共通
- 原作 - 笹川ひろし
- 音楽 - 小野崎孝輔

### モノクロ版
- 総監督 - 笹川ひろし
- プロデューサー - 吉田竜夫
- 企画 - 鳥海尽三
- 演出 - 笹川ひろし、原征太郎、西岡たかし、不二みね雄、鳥海永行、高橋良輔、木下蓮三、西牧秀夫、芹川有吾、坂本雄作、瀬山義文、林純夫、佐々木治次 他
- 美術 - 中村光毅
- チーフアニメーター - 坂本雄作
- 作画 - 西城隆詞、水村十司、須田正己
- 音響ディレクター - 本田保則
- 音響効果 - 加藤昭二
- アニメーション制作 - タツノコプロ

### リメイク版
- 製作 - 九里一平
- 企画 - 嶋村一夫（読売広告社）、成嶋弘毅（竜の子プロ）
- プロデューサー - 石川清司（読売広告社）、米田知正（アニメフレンド）
- 制作管理 - 落合祥昭、西尾美子、竹久保満枝
- 絵コンテ・演出 - 原征太郎、殿勝秀樹、岡田聡、五月女有作、西岡たかし、鳥海永行、藤みねお、高橋良輔、西牧秀夫、木下蓮三、芹川有吾、瀬山義文、佐々木治次 他
- 作画監督 - わしだかおる、松本勝次、本多哲 他
- 美術監督 - 多田喜久子
- 特殊効果 - 村上正博
- 撮影監督 - 横山幸太郎
- 編集 - 三木幸子、吉田千尋
- 技術協力 - ナック
- 制作 - タツノコプロ、アニメフレンド、読売広告社

## 主題歌

### モノクロ版
オープニングテーマ&エンディングテーマ「おらぁグズラだど」
作詞 - 青島幸男 / 作曲・編曲 - 馬渡誠一 / 歌 - 谷啓
- レコードでは、グズラ役の大平透が歌うバージョン（日本コロムビア版カバー）も存在する。
- 現存するオープニングフィルムでは、ラストでグズラがポーズを取ったところで一旦音楽が停止し、しばらくしたら再び音楽が流れて終わる。

挿入歌「グズラ音頭」
作詞 - 鳥海尽三 / 作曲・編曲 - 小野崎孝輔 / 歌 - 大平透、堀絢子、コロムビアゆりかご会
- レコードは「おらぁグズラだど」の日本コロムビア版カバーバージョンとのカップリングで発売された。

### リメイク版
オープニングテーマ「グズラだど」
作詞 - 伊藤アキラ / 作曲 - 岸正之 / 編曲 - 山中紀昌 / 歌 - さとまさのり
エンディングテーマ「ドタバタでともだち」
作詞 - 伊藤アキラ / 作曲 - 岸正之 / 編曲 - 山中紀昌 / 歌 - 橋本潮

## 各話リスト
（）内はリメイク版でのタイトル。▲マークはリメイク版では放送されなかった回。これら以外にも、AパートとBパートを入れ替えたり、他の回の話と入れ替えたりされた回がある。
| 回数 | サブタイトル                                       | 脚本            |
| ---- | -------------------------------------------------- | --------------- |
| 1    | カッチョイイの巻                                   | 笹川ひろし      |
| 1    | 注射こわいの巻（注射こわいどの巻）                 | 吉永由記        |
| 2    | 頭さきたどの巻（あたまさきたどの巻）               | 鈴木良武        |
| 2    | 宇宙カッコマンの巻（宇宙カッチョマンの巻）         | 酒井仁          |
| 3    | ゴミグズラの巻                                     | 鈴木良武        |
| 3    | 金庫ムシャムシャの巻                               | 酒井仁          |
| 4    | サイテイマウスの巻                                 | 村林信一        |
| 4    | 怪獣モゲラドンの巻                                 | 芹川有吾        |
| 5    | サーカスのスターだどの巻                           | 村林信一        |
| 5    | おらあ番怪獣だどの巻                               | 鳥海尽三        |
| 6    | おばあちゃんとグズラの巻（おばあちゃんと怪獣の巻） | 坂本雄作        |
| 6    | くず鉄レストランの巻                               | 伊東恒久        |
| 7    | 怪獣スイトンの巻                                   | 山崎晴哉        |
| 7    | だだっこペリカンの巻                               | 陣野修          |
| 8    | ブル公やっつけ作戦の巻                             | 瀬間三枝子      |
| 8    | パパさん泣くなの巻                                 | 山崎晴哉        |
| 9    | おらあぬすまれただどの巻                           | 鈴木良武        |
| 9    | スーパーノミラの巻                                 | 鳥海永行        |
| 10   | プロレスチャンピオンの巻                           | 出﨑哲          |
| 10   | デパートすきすきの巻                               | 鳥海尽三        |
| 11   | おらあイカッタどの巻                               | 陣野修          |
| 11   | カッチョイイ選手の巻                               | 山崎晴哉        |
| 12   | 鉄をくいねえの巻                                   | 山崎晴哉        |
| 12   | グズラサンタの巻                                   | 山崎晴哉        |
| 13   | グズラ流忍法の巻▲                                  | (不明)          |
| 13   | どたばた大晦の巻▲                                  | (不明)          |
| 14   | おらあみなし児だどの巻（おらあみなし子だどの巻）   | 伊東恒久        |
| 14   | びっくら島の巻                                     | 鳥海尽三        |
| 15   | ちゃっかりチャララの巻                             | 陣野修          |
| 15   | パパはノイローゼの巻                               | 鈴木良武        |
| 16   | グズラ一年生の巻                                   | 陣野修          |
| 16   | グズラにせ病の巻                                   | 鳥海尽三        |
| 17   | グズラお手伝さんの巻（怪獣お手伝さんの巻）         | 伊東恒久        |
| 17   | グズラお坊さんの巻（グズラおぼっちゃまの巻）       | 鳥海尽三        |
| 18   | スピードカッコマンの巻                             | 陣野修          |
| 18   | 図々しい雪男の巻                                   | 伊東恒久        |
| 19   | グズラとグズラの巻                                 | 山崎晴哉        |
| 19   | ダイコン先生の巻                                   | 吉田喜昭        |
| 20   | 死にたくないどの巻                                 | 陣野修          |
| 20   | 注射がまんするどの巻                               | 山崎晴哉        |
| 21   | いっちょやったるどの巻                             | 陣野修          |
| 21   | 大馬鹿イモドンの巻                                 | 陣野修          |
| 22   | グズラ君をお忘れなくの巻                           | 陣野修          |
| 22   | おらあぶったまげたどの巻                           | 陣野修          |
| 23   | 泣くなグズラの巻                                   | 陣野修          |
| 23   | おらあ関取でごんすの巻（おらあ関取でどんすの巻）   | 陣野修          |
| 24   | ペットコンテストの巻                               | 山崎晴哉        |
| 24   | 拝啓モンペイ大臣殿の巻                             | 山崎晴哉        |
| 25   | グズラオーケストラの巻                             | 鳥海尽三        |
| 25   | グズラマシンの巻（グズラマシーンの巻）             | 陣野修          |
| 26   | 怪獣やめたの巻                                     | 陣野修          |
| 26   | 大きいことはいいことだの巻                         | 陣野修          |
| 27   | カッチョイイ芸術家の巻                             | 山崎晴哉        |
| 27   | 怪獣タコランの巻                                   | 村林信一        |
| 28   | 爆弾赤ちゃんの巻（ばくだん赤ちゃんの巻）           | 陣野修          |
| 28   | ハッスルチャララの巻                               | 陣野修          |
| 29   | うかれタマゴンの巻                                 | 山崎晴哉        |
| 29   | 怪獣グーダラの巻                                   | 山崎晴哉        |
| 30   | 怪獣ダイダラの巻                                   | 陣野修          |
| 30   | トントン奥さんの巻                                 | 林純夫 中尾寿貴 |
| 31   | グズラ金太郎の巻                                   | 山崎晴哉        |
| 31   | 逃げろや逃げろの巻                                 | 草川隆          |
| 32   | わしは百歳じゃの巻（わしゃ100歳じゃの巻）          | 陣野修          |
| 32   | 学芸会に出るどの巻                                 | 草川隆          |
| 33   | 親切はコリゴリだの巻                               | 山崎晴哉        |
| 33   | パパに紹介してトンの巻                             | 板井れんたろう  |
| 34   | おらあ死んじまったどの巻                           | 伊東恒久        |
| 34   | 怪獣アルバイトの巻                                 | 伊東恒久        |
| 35   | グズラガンマンの巻                                 | 陣野修          |
| 35   | おらあ見ちゃったどの巻                             | 山崎晴哉        |
| 36   | 怪獣ガラゴンの巻                                   | 前里元義        |
| 36   | カッチョイイパイロットの巻                         | 林純夫          |
| 37   | 会いたい会いたいの巻                               | 陣野修          |
| 37   | 地獄よいとこの巻                                   | 堀絵じゅん      |
| 38   | 怪獣スパイ作戦の巻                                 | 陣野修          |
| 38   | カッコマン消防士の巻                               | 山崎晴哉        |
| 39   | グズラ親分捕物帳の巻                               | 鈴木良武        |
| 39   | 出た出たおばけの巻▲                                | (不明)          |
| 40   | グズラ音頭の巻                                     | 鈴木良武        |
| 40   | 花嫁チャララの巻                                   | 吉田喜昭        |
| 41   | おらあボーイスカウトだどの巻                       | 陣野修          |
| 41   | 宇宙怪獣アカンベーダの巻                           | 陣野修          |
| 42   | おらあノックダウンだどの巻                         | 陣野修          |
| 42   | 猛獣かわいやの巻                                   | 永井昌嗣        |
| 43   | 南極探検の巻                                       | 山崎晴哉        |
| 43   | おらあ魔術師だどの巻                               | 野田恵          |
| 44   | おとぼけ海坊主の巻                                 | 山崎晴哉        |
| 44   | お姫様はミニスカートの巻                           | 陣野修          |
| 45   | オシャレ怪獣の巻▲                                  | (不明)          |
| 45   | 海賊退治の巻                                       | 陣野修          |
| 46   | カッチョイイ新兵さんの巻▲                          | (不明)          |
| 46   | カッチョイイ隊長さんの巻▲                          | (不明)          |
| 47   | 飛び出したミイラ坊やの巻▲                          | (不明)          |
| 47   | 鉄がガバチョだどの巻                               | 吉田喜昭        |
| 48   | グズラ社長の巻▲                                    | (不明)          |
| 48   | グズラ駅長の巻▲                                    | (不明)          |
| 49   | 怪獣居候会議の巻▲                                  | (不明)          |
| 49   | 怪獣やじきた道中の巻▲                              | (不明)          |
| 50   | チャララかわいやの巻                               | 陣野修          |
| 50   | チンドン屋大はんじょうの巻▲                        | (不明)          |
| 51   | ドタバタ世界旅行の巻▲                              | (不明)          |
| 51   | おらあの子供は1ダースだの巻▲                       | (不明)          |
| 52   | グズラのおまわりさんの巻▲                          | (不明)          |
| 52   | チュウチュウコンサートの巻▲                        | (不明)          |

## 放送局

### モノクロ版
- フジテレビ（制作局）
- 札幌テレビ[注 1]：水曜 19:00 - 19:30（1968年4月3日 - 9月25日）[5]
- 仙台放送：土曜 19:00 - 19:30 → 水曜 19:00 - 19:30[6]
- 新潟放送：日曜 16:30 - 17:00（1969年1月 - 3月時点）[7]
- 石川テレビ（1969年開局直後に土曜 18:00 - 18:30にて放送）[8]
- 長野放送（1969年4月開局時に木曜 18:00 - 18:30にて放送）[9]
- 東海テレビ（初回から最終回まで一貫して同時ネット）[10]
- 関西テレビ
- テレビ岡山
- 広島テレビ：火曜 18:15 - 18:45[11] → 水曜 19:00 - 19:30（1968年9月時点）[12]
- 西日本放送：水曜 19:00 - 19:30（1968年9月時点）[12]
- テレビ西日本
- 琉球放送：月曜 18:30 - 19:00（1968年9月時点）[13]

### リメイク版
放送日時は個別に出典が掲示されてあるものを除き、1988年9月終了時点のものとする。
| 放送地域       | 放送局         | 放送日時                                                                                           | 放送系列       | 備考                                  |
| -------------- | -------------- | -------------------------------------------------------------------------------------------------- | -------------- | ------------------------------------- |
| 関東広域圏     | テレビ東京     | 月曜 19:00 - 19:30（1987年10月12日 - 1988年3月28日）→ 火曜 19:00 - 19:30（1988年4月5日 - 9月20日） | テレビ東京系列 | 製作局                                |
| 愛知県         | テレビ愛知     | 月曜 19:00 - 19:30（1987年10月12日 - 1988年3月28日）→ 火曜 19:00 - 19:30（1988年4月5日 - 9月20日） | テレビ東京系列 |                                       |
| 大阪府         | テレビ大阪     | 月曜 19:00 - 19:30（1987年10月12日 - 1988年3月28日）→ 火曜 19:00 - 19:30（1988年4月5日 - 9月20日） | テレビ東京系列 |                                       |
| 岡山県・香川県 | テレビせとうち | 月曜 19:00 - 19:30（1987年10月12日 - 1988年3月28日）→ 火曜 19:00 - 19:30（1988年4月5日 - 9月20日） | テレビ東京系列 |                                       |
| 北海道         | 北海道文化放送 | 土曜 7:30 - 8:00（1987年12月12日 - 1988年10月15日）                                                | フジテレビ系列 |                                       |
| 秋田県         | 秋田テレビ     | 月曜 17:30 - 18:00                                                                                 | フジテレビ系列 |                                       |
| 宮城県         | ミヤギテレビ   | 日曜 7:30 - 8:00                                                                                   | 日本テレビ系列 |                                       |
| 山梨県         | テレビ山梨     | 金曜 15:55 - 16:25                                                                                 | TBS系列        |                                       |
| 富山県         | 富山テレビ     | 土曜 8:00 - 8:30                                                                                   | フジテレビ系列 | 1988年4月23日から1989年3月4日まで放送 |
| 熊本県         | 熊本県民テレビ | 日曜 8:30 - 9:00 → 日曜 7:30 - 8:00（1989年1月中旬 - 2月上旬時点）                                 | 日本テレビ系列 |                                       |

## エピソード
グズラが遊園地に行った話（話数不明）では、横浜ドリームランド（現在閉園）でロケーション撮影してきた実写映像が背景に使われ、クライマックスでは実写のブラスバンド行進シーンにアニメのグズラを合成した映像が使われていた。これは笹川の発案であるが、当時タツノコプロの専務であった吉田健二が「うちはアニメ屋だ。アニメを作っていればいいんだ」と意見したことにより、アニメ実写合成を封印することになったが、その後気が変わったのか同社作品では後に『アニメンタリー決断』や『科学忍者隊ガッチャマン』シリーズ、タイムボカンシリーズなどで実写とアニメの合成を再び行っている。

## 海外での展開
- イタリア - Il mio amico Guz

- アラビア - جازورا

- オーストラリア - Gazula the Amicable Monster

## 漫画
- 週刊少年サンデー / 板井れんたろう
- よいこ / 太田じろう
- 幼稚園 / 太田じろう
- 小学一年生 / 篠田ひでお
- 小学二年生 / 松山しげる
- 小学三年生 / 板井れんたろう、松山しげる